# Собесенкі-Другі
Собесенкі-Другі (пол. Sobiesęki Drugie) — село в Польщі, у гміні Щитники Каліського повіту Великопольського воєводства.
Населення — 255 осіб (2011).
У 1975-1998 роках село належало до Каліського воєводства.

## Демографія
Демографічна структура станом на 31 березня 2011 року:
|          | Загалом | Допрацездатний вік | Працездатний вік | Постпрацездатний вік |
| -------- | ------- | ------------------ | ---------------- | -------------------- |
| Чоловіки | 123     | 31                 | 79               | 13                   |
| Жінки    | 132     | 32                 | 79               | 21                   |
| Разом    | 255     | 63                 | 158              | 34                   |